# EMS-prijs
De EMS-prijs (EMS-Prize) van de European Mathematical Society (EMS) is een prijs die elke vier jaar op het Europees Wiskundecongres (ECM, European Congress of Mathematics) uitgereikt wordt aan jonge wiskundigen (niet ouder dan 35 jaar). Het prijsgeld bedraagt 5000 euro. De prijs werd voor het eerst uitgereikt op het congres in Parijs in 1992.

## Prijsdragers
2020/21 – Portorož:
- Karim Adiprasito (Duitsland)
- Ana Caraiani  (Roemenië)
- Aleksandr Jefimov (Rusland)
- Simion Filip (Moldavië)
- Aleksandr Logoenov (Rusland)
- Kaisa Matomäki (Finland)
- Phan Thành Nam (Viëtnam)
- Joaquim Serra (Spanje)
- Jack Thorne (Groot-Brittannië)
- Maryna Viazovska (Oekraïne)

2016 - Berlijn: 
- Mark Braverman (Israël)
- Vincent Calvez (Frankrijk)
- Hugo Duminil-Copin (Frankrijk)
- James Maynard (Groot-Brittannië)
- Guido de Philippis (Italië)
- Peter Scholze (Duitsland)
- Péter Varjú (Hongarije)
- Geordie Williamson (Australië)
- Thomas Willwacher (Duitsland)
- Sara Zahedi (Zweden)

2012 - Krakau:
- Simon Brendle (Duitsland)
- Emmanuel Breuillard (Frankrijk)
- Alessio Figalli (Italië)
- Adrian Ioana (Roemenië)
- Mathieu Lewin (Frankrijk)
- Ciprian Manolescu (Roemenië)
- Grégory Miermont (Frankrijk)
- Sophie Morel (Frankrijk)
- Tom Sanders (Groot-Brittannië)
- Corinna Ulcigrai (Italië)

2008 - Amsterdam:
- Artur Ávila (Brazilië)
- Aleksej Borodin (Rusland)
- Ben Green (Groot-Brittannië)
- Olga Holtz (Rusland)
- Bo'az Klartag (Israël)
- Aleksandr Koeznetsov (Rusland)
- Assaf Naor (Tsjechië/Israël)
- Laure Saint-Raymond (Frankrijk)
- Agata Smoktunowicz (Polen)
- Cédric Villani (Frankrijk)

2004 - Stockholm:
- Franck Barthe (Frankrijk)
- Stefano Bianchini (Italië)
- Paul Biran (Israël)
- Elon Lindenstrauss (Israël)
- Andrej Joerjevitsj Okoenkov (Rusland)
- Sylvia Serfaty (Frankrijk)
- Stanislav Smirnov (Rusland)
- Xavier Tolsa (Spanje)
- Warwick Tucker (Australië/Zweden)
- Otmar Venjakob (Duitsland)

2000 - Barcelona:
- Semyon Alesker (Israël)
- Raphaël Cerf (Frankrijk)
- Dennis Gaitsgory (Verenigde Staten)
- Emmanuel Grenier (Frankrijk)
- Dominic Joyce (Groot-Brittannië)
- Vincent Lafforgue (Frankrijk)
- Michael McQuillan (Groot-Brittannië)
- Stefan Nemirovski (Rusland)
- Paul Seidel (Frankrijk)
- Wendelin Werner (Frankrijk)

1996- Boedapest:
- Alexis Bonnet (Frankrijk)
- Timothy Gowers (Groot-Brittannië)
- Annette Huber-Klawitter (Annette Huber, Duitsland)
- Aise Johan de Jong (Nederland)
- Dmitri Kramkov (Rusland)
- Jiří Matoušek (Tsjechië)
- Loïc Merel (Frankrijk)
- Grigori Perelman (Rusland) (geweigerd)
- Ricardo Pérez-Marco (Spanje/Frankrijk)
- Leonid Polterovitsj (Rusland/Israël)

1992 - Parijs:
- Richard Borcherds (Groot-Brittannië)
- Jens Franke (Duitsland)
- Aleksandr Gontsjarov (Rusland)
- Maksim Lvovitsj Kontsevitsj (Rusland)
- François Labourie (Frankrijk)
- Tomasz Łuczak (Polen)
- Stefan Müller (Duitsland)
- Vladimír Šverák (Tsjechoslowakije)
- Gábor Tardos (Hongarije)
- Claire Voisin (Frankrijk)